# GÉANT
GÉANT je europska multi-gigabitna akademska računalna mreža. GÉANT čvorišta povezana su brzinama od 155 Mbit/s do 10 Gbit/s.
To je paneuropska podatkovna mreža za istraživačku i obrazovnu zajednicu. Predstavlja javnu podatkovnu infrastrukturu. Europska komisija će zatražiti potporu država članica za međusobno povezanu mrežu instrumenata za obradu podataka povezivanjem regionalnih podatkovnih centara i razvojne infrastrukture radi ostvarivanja koristi od sinergija i veće učinkovitosti, posebno za mala i srednja poduzeća, sveučilišta, istraživačke organizacije i javni sektor. Jačanjem ove mreže EK najavila je da će uložiti i u povezivanje sa zemljama koje nisu članice EU-a, osobito zemljama u razvoju.
Projekt je započet u studenom 2000., postao je funkcionalan u prosincu 2001. (potpuno je zamijenio dotadašnji TEN-155). 
GÉANT mrežom upravlja DANTE ((eng.) Delivery of Advanced Network Technology to Europe).
Akademske mreže (tj. države spojene na GÉANT) su:
- Austrija ACOnet
- Belgija BELNET
- Bugarska ISTF
- Hrvatska CARNet
- Cipar CYNET
- Češka CESNET
- Danska Forskningsnettet (spojen putem NORDUneta)
- Estonija EENet
- Finska FUNET (spojen putem NORDUneta)
- Francuska Renater
- Njemačka DFN
- Grčka GRNET
- Mađarska HUNGARNET
- Island RHnet (spojen putem NORDUneta)
- Irska HEAnet
- Indija GARUDA
- Izrael IUCC
- Italija GARR
- Latvija LATNET
- Litva LITNET
- Luksemburg RESTENA
- Malta RiċerkaNet
- Nizozemska SURFnet
- Norveška UNINETT (spojen putem NORDUneta)
- Poljska POL-34
- Portugal FCCN
- Rumunjska RoEduNet
- Slovačka SANET
- Slovenija ARNES
- Španjolska RedIRIS
- Švedska SUNET (spojen putem NORDUneta)
- Švicarska SWITCH
- Turska ULAKNET
- Velika Britanija JANET

## Vanjske poveznice
- Web stranice GÉANT-a
- Web stranice DANTE-a
- Web stranice GÉANT2 projekta